# Переходівка
Перехо́дівка — село в Україні, у Вертіївській сільській громаді Ніжинського району Чернігівської області. Населення станом на 1 січня становило 177 осіб. Налічується 80 господарств. До 2020 орган місцевого самоврядування — Стодольська сільська рада.

## Історія
Село було власністю кількох поколінь роду Кониських.
Відомо, що в 1820 році І. І. Горбачевський (надалі декабрист), отримав у Переходівці маєток за заповітом матері (до шлюбу Кониської), але відмовився від спадщини — надав селянам-кріпакам волю і землю.
12 червня 2020 року, відповідно до розпорядження Кабінету Міністрів України № 730-р «Про визначення адміністративних центрів та затвердження територій територіальних громад Чернігівської області», увійшло до складу Вертіївської сільської громади.
19 липня 2020 року, в результаті адміністративно-територіальної реформи, увійшло до складу новоутвореного Ніжинського району.

## Відомі люди
У селі народився Кониський Олександр Якович — автор слів «Молитви за Україну» (Боже, великий єдиний).